# Dracaena tamaranae
Dracaena tamaranae là một loài thực vật có hoa trong họ Măng tây. Loài này được Marrero Rodr., R.S.Almeira & M.Gonzales-Martin mô tả khoa học đầu tiên năm 1998.